# Canale Rideau
Il canale Rideau è una via d'acqua artificiale che unisce le città di Ottawa (sull'omonimo fiume) e di Kingston (sul lago Ontario), nella provincia canadese dell'Ontario. Esso venne inaugurato nel 1832 e a tutt'oggi conserva la maggior parte delle sue strutture originarie intatte. Il sistema di canali sfrutta alcune parti di fiumi minori (come il Rideau e il Cataraqui) e alcuni piccoli laghi. Si tratta del più antico sistema di canali in uso ininterrottamente in Nordamerica e, nel 2007, è stato inserito nell'elenco dei Patrimoni dell'umanità dell'UNESCO.

## Storia

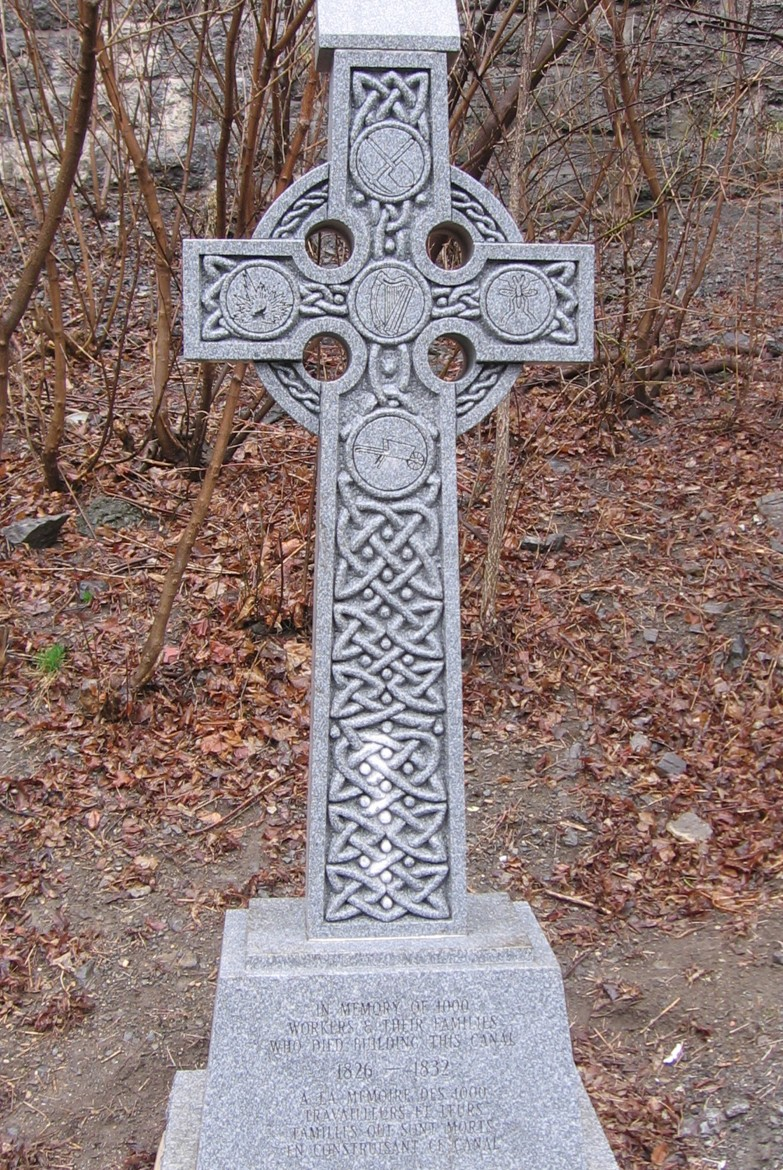
Monumento di commemorazione per i caduti durante la costruzione del canale, inaugurato il 27 giugno 2004

Quando il progetto venne proposto per la prima volta, poco dopo la guerra del 1812, persisteva ancora un certo pericolo di attacco da parte degli Stati Uniti nei confronti della colonia britannica dell'Alto Canada. Per prevenire future invasioni, quindi, i britannici costruirono alcuni forti e canali nei pressi del confine, in modo da poter difendere meglio il territorio.
L'iniziale scopo del canale Rideau fu quindi militare: costruire una via sicura per l'approvvigionamento e per le comunicazioni fra le città di Montréal e Kingston, evitando la navigazione del fiume San Lorenzo, confinante con lo stato di New York e che avrebbe perciò reso vulnerabili le navi canadesi sia a blocchi fluviali che ad azioni di bombardamento. Nonostante ciò, dopo il 1812 non vi furono altre azioni militari che abbiano coinvolto gli eserciti di Canada e Stati Uniti l'uno contro l'altro, con la conseguenza che il canale Rideau non venne mai usato per lo scopo per cui era stato progettato.
La costruzione del canale venne supervisionata dal tenente colonnello John By, responsabili della costruzione della maggior parte dell'opera furono imprenditori privati mentre la maggioranza dei lavoratori coinvolti nella sua realizzazione furono migliaia di operai irlandesi e franco-canadesi. Benché non si saprà mai con certezza il numero di morti occorsi fra i lavoratori durante la costruzione del canale, circa un migliaio perì a causa di incidenti, esplosioni, malaria e altre malattie. Dopo il completamento dell'opera la situazione sociale peggiorò ulteriormente a causa di un'epidemia di colera proveniente da Québec e dell'altissima disoccupazione della regione. Lungo il corso del canale sono nel tempo sorti numerosi memoriali per ricordare i caduti durante la sua costruzione.
Il canale Rideau venne completato nel 1832. Il costo finale dell'opera fu di 822.000 sterline dell'epoca, decisamente più alto di quanto non fosse stato preventivato, e a causa di ciò John By venne richiamato a Londra per risponderne davanti ad una commissione parlamentare, dalla quale venne comunque scagionato dall'accusa di aver commesso illeciti.

## Il canale

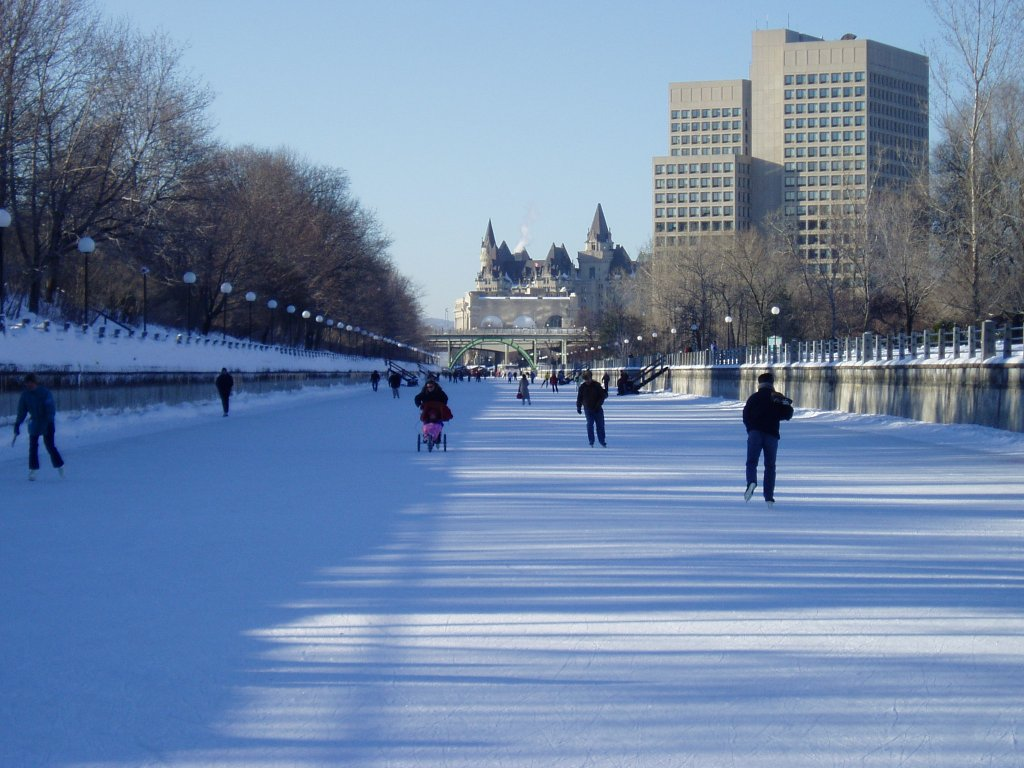
Una parte della pista di pattinaggio ricavata sul canale Rideau

La maggior parte dei 202 chilometri del canale incorpora parti di fiumi e laghi, mentre 19 chilometri vennero scavati dall'uomo. Oggi esso viene utilizzato esclusivamente da piccole imbarcazioni o per scopi turistici. La maggior parte delle chiuse, che sono 47 disposte in un totale di 24 stazioni, è ancor oggi azionata a mano. Normalmente lungo il canale possono navigare barche lunghe 27,4 metri, larghe 7,9 metri e alte 6,7 metri, anche se in circostanze speciali possono utilizzarlo anche imbarcazioni lunghe fino a 33,5 metri e larghe 9,1 metri.
Durante l'inverno una parte del canale Rideau che attraversa la città di Ottawa viene trasformata nella pista per il pattinaggio su ghiaccio più grande del mondo, lunga 7,8 chilometri e con una superficie corrispondente a 90 piste per l'hockey su ghiaccio.
Portò alla fondazione della città canadese di Portland.